# 제자백가
제자백가(諸子百家, 영어: Hundred Schools of Thought) 또는 현상적 표현인 백가쟁명(百家爭鳴, 영어: Contention of a Hundred Schools of Thought)은 춘추전국시대(기원전 770~221)의 여러 사상가와 그 학파를 말한다.
주나라가 동으로 천도한 후 동주(東周: 기원전 771~256) 시대에서는 종주권이 쇠약해짐에 따라 제후들이 세력을 추구하면서 거리낌이 없어져서 약육강식이 잇달아 일어나자 중국 천하는 소란하게 되었다. 이 시기를 춘추전국시대라고 한다. 춘추전국시대는 선진시대(先秦時代)라고도 불리는데, 이는 기원전 221년 진나라가 중국을 통일한 이전 시기를 뜻한다. 이 시대는 중국사상 개화결실의 시기였다. 이 시대 사상가들을 제자(諸子)라 하며 그 학파들을 백가(百家)라 부른다.
춘추전국시대는 사회 · 경제 · 정치상 일대 변혁기였다. 이는 씨족제적인 사회의 해체기이며, 주나라의 봉건 제도와 그에 따르는 질서가 붕괴하는 시기이며, 또한, 경제적 · 군사적 실력주의의 대두기였다. 구체적으로는 주 왕조의 권위 실추에 따르는 제후의 독립과 대립 항쟁의 시대였다. 이와 같은 배경 속에서 중국의 사상계는 최초로 활발해졌다.

## 전개

### 춘추 시대 (기원전 770~403)
제자백가의 선구자는 춘추시대 말기의 공자이다. 그에 의해 체계적이고 통일적인 사상이 처음으로 일어났다고 말할 수 있다.
그런데 공자의 사상의 근원은 오래전의 은나라 · 주나라 시대의 민족 신앙에서 찾아볼 수 있다. 은나라 시대에는 자연적 인간에 있어서 모든 현상은 천명에 의해 정해져 있다고 믿어졌으며, 군주는 이 천명을 주술에 의해 예지하는 데 온 힘을 기울였다. 주나라 초기의 주공(周公)은 인간은 나면서부터 하늘에서 정해준 운명을 가지고 있지만, 그것은 불변하는 것이 아니고, 인간의 후천적인 수양 등에 의해 어느 정도 바뀔 수가 있다고 생각하여 독자적인 예(禮)의 문화에 대한 기초를 만들었다. 공자는 이러한 예(禮)의 문화의 전통을 수용하여 발전시켜 유교의 기초를 이룩했다.

### 전국 시대 (기원전 403~221)

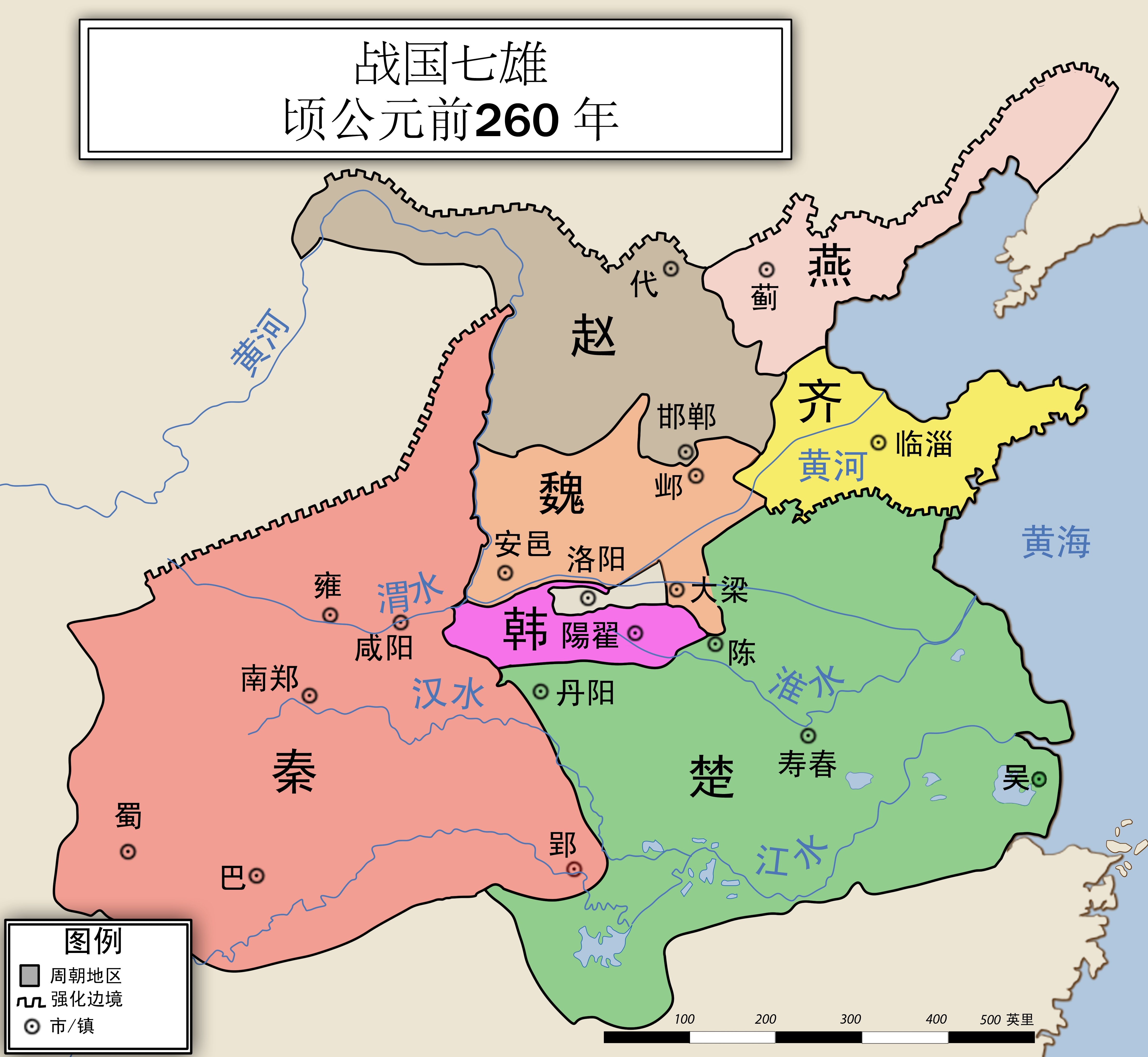
전국 시대(戰國時代: 기원전 403~221) 중 기원전 260년의 전국 칠웅: 연(燕)위(魏)제(齊)조(趙)진(秦)초(楚)한(韓)

전국시대에 들어가면서, 항쟁을 이겨내고 강자로 생존해 나가는 것을 우선하는 제후국들의 요청에 응하기 위하여, 또는 여러 가지로 면모를 바꾸고 있는 다양한 현실에 대처하기 위하여 여러 유파의 많은 사상가들이 나타났다.
이들은 크게 유가(儒家) · 묵가(墨家) · 도가(道家) · 음양가(陰陽家) · 명가(名家) · 종횡가(縱橫家) · 법가(法家) · 잡가(雜家) · 농가(農家)의 9유파(流派)로 나뉘었는데, 바야흐로 백가쟁명의 중국 사상의 황금시대를 맞이하였다.

#### 초기
전국시대의 초기를 대표하는 사상가는 묵가의 시조인 묵자(墨子)이다. 그는 철저한 혁신론 · 실리주의를 제창하여 유교의 예(禮)와 그 번잡함을 비판하고 겸애(兼愛: 모든 사람을 똑같이 사랑함) · 상현(尙賢: 문자 그대로는 "어진 사람을 존경함", 반귀족적 인재등용론) · 절용(節用: 절약하여 아껴 씀) 등을 가르쳤다.

#### 중기
전국시대 중기를 대표하는 사상가는 유가의 맹자(孟子)와 도가의 장자(莊子)이다.
이 당시의 학문과 예술의 중심지는 제나라의 서울이었던 임치(臨淄)의 직하(稷下)였다. 맹자는 직하에서 논리적인 변론술을 습득하고 묵가 사상에 대해 반론을 폈으며, 유교를 되살려 패도를 배제하고 왕도를 가르쳤으며, 다른 한편으로는 인간의 본성을 추구하여 성선설(性善說)을 전개했다. 장자는 사색의 대상을 자연계에서 구해, 위대한 자연을 지배하고 규율하는 도(道)는 인간의 인식을 초월하는 것이므로 그것을 깨닫기 위해서는 직관에 의하지 않고는 방법이 없다고 생각했다.

#### 후기
전국시대 후기에 진나라가 부국강병을 이루고 동쪽으로 정벌을 나설 본격적인 자세를 가다듬어갈 무렵, 학문과 사상에서도 객관성 · 실효성이 문제되기 시작했다. 이와 같은 경향을 대표하는 사상가가 유가의 순자(筍子)와 법가의 한비자(韓非子)이다.
순자는 맹자의 성선설에 반대하여 성악설(性惡說)을 제창하고, 인간의 악한 본성을 바르게 하고 사회 질서를 유지하기 위해 예(禮)를 정할 필요가 있다고 했는데, 이 때의 예(禮)는 법(法)에 가깝다.
한비자는 순자의 예를 법률로 바꾸어 놓았다. 그는 법에 있어서 개념과 결과의 일치를 구하고 군주의 법에 의한 국가의 통제 · 유지 방법을 논하여, 장차 성립될 중앙집권적 통일국가가 취할 통치 체제에 대한 이론적 근거를 주었다.

### 진·한 이후 (기원전 221~)
진나라 · 한나라 제국의 성립기에는 법가의 사상이 중용되었다. 그러나 한나라 성립 후인, 전한 무제 때에 유교가 관학이 되면서 그 이후로는 유가가 중국 사상계의 주류를 이루게 되고 이러한 경향은 청나라 말기까지 계속되었다.

## 구류십가
《사기(史記)》에서는 제자백가를 음양가(陰陽家) · 유가(儒家) · 묵가(墨家) · 명가(名家) · 법가(法家) · 도가(道家)의 6가로 분류하였다.
반면, 《한서(漢書)》 〈예문지〉에서는 《사기》의 6가에 종횡가(縱橫家) · 잡가(雜家) · 농가(農家) · 시부가(詩賦家) · 병가(兵家) · 수술가(數術家) · 방기가(方技家)의 8가를 추가하여 14가를 언급하고 있다.
또한, 《한서》 〈예문지〉에서는 제자백가 중 대표적인 10개의 학파를 구류십가(九流十家)라고 부르고 있다. 구류십가는 유가(儒家) · 도가(道家) · 음양가(陰陽家) · 법가(法家) · 명가(名家) · 묵가(墨家) · 종횡가(縱橫家) · 잡가(雜家) · 농가(農家)의 구류(九流)에 소설가(小說家)를 더한 것이다. 즉, 소설가를 제외한 9학파는 "가(家)"와 "류(流)" 모두에 들어가지만 소설가는 "가(家)"에는 들어가지만 "류(流)"에는 들어가지 못하는 것이다.
구류십가(九流十家)
1. 유가(儒家) - 공자 · 맹자 · 순자
2. 도가(道家) - 노자 · 열자 · 장자
3. 음양가(陰陽家) - 추연 · 추석
4. 법가(法家) - 관중 · 상앙 · 신불해 · 한비자
5. 명가(名家) - 등석 · 혜시 · 공손룡
6. 묵가(墨家) - 묵자 · 별묵
7. 종횡가(縱橫家) - 귀곡자 · 소진 · 장의
8. 잡가(雜家) - 여불위 · 유안
9. 농가(農家) - 허행
10. 소설가(小說家) - 육자 · 청사자

## 주요 학파의 사상
제자백가들은 모두 춘추전국시대의 위기를 구하려는 의도와 목적 아래서 일어난 것이며, 철학사상에 특히 기여한 것은 유가 · 도가 · 묵가 · 법가 · 명가이다.
이 밖에는, 강병책(强兵策)을 편 손무(孫武)와 오기(吳起)가 걸출하였고 손빈과 범려도 유명하였는데 이들은 병가에 속한다.

### 유가

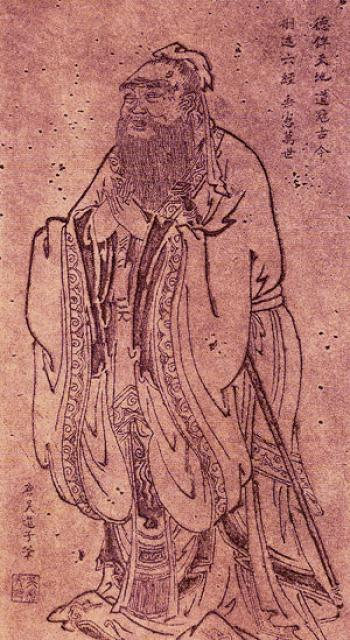
공자 초상: 당나라의 오도자 작

유가는 유교 · 유학 · 공교(孔敎)라고도 불린다. 유가는 공자(孔子)를 시조로 중국의 전통적인 정교일치(政敎一致) 사상을 받들고, 인(仁)의 도덕을 최고 이념으로 하여 수신(修身) · 제가(齊家) · 치국(治國) · 평천하(平天下)를 목적으로 하는 윤리학 · 정치학으로서, 동양 철학사상의 중추적 역할을 하였다.
공자의 인(仁)은 인간심정에 고유한 자애(慈愛)의 마음을 확충하는 것, 즉 극기복례(克己復禮)로 완전한 인격을 이룬 경지이다. 인(仁)은 사람을 사랑하는 것(愛人 · 애인)으로, 그 발단은 부모와 자식 간의 사랑인 자애(慈愛)로부터 시작하며, 나아가서는 형제 · 가정 · 사회 · 국가 · 인류에게까지 미치는 인도(人道: 사람의 길)이며, 이것은 사람의 본성에 선천적으로 주어진 것이라 한다. 공자는 인도를 닦아서 천도(天道)에까지 이르는 천인합일(天人合一)의 경지를 강조하였다.
공자의 인은 부처의 자비(慈悲)나 예수의 박애(博愛)와 비슷한 내용을 갖고 있는 덕(德)이지만, 어디까지나 윤리로서의 인도(人道)와 밀접한 관계가 있다. 즉 공자는 종교인과는 달리 현생(現生)의 삶에만 관심을 갖고 있었다.
공자와 자사를 이은 맹자(孟子)는 공자의 도를 근본으로 하여 그 의의를 재서술하고 보충하였다. 그는 성선설(性善說)에 의한 4덕(四德)과 4단(四端)을 강조하였다. 즉, 그는 사람의 마음속에는 인 · 의 · 예 · 지(仁義禮智)의 고유한 덕이 있다고 하였다. 또 선천적 양지양능설(良知良能說)을 주장하고, 또 인의의 정치 즉 왕도(王道)로써 치국 · 평천하를 이룰 것을 강조하였다.
전국시대 말기에는 순자(荀子)가 나와 역시 공자를 이었으며, 그는 특히 예(禮)로써 혼란한 천하를 질서있게 바로잡으려 하여 성악설(性惡說)을 주장했다.
맹자와 순자는 도덕뿐만 아니라 경세사상을 부르짖음으로써 왕도정치에 있어 인민의 경제적 생활기반을 마련해 줄 것을 주장하였다.
유가의 경전(經傳)으로 《대학(大學)》·《중용(中庸)》·《논어(論語)》·《맹자(孟子)》의 4서와 《시경(詩經)》·《서경(書經)》·《역경(易經)》·《예기(禮記)》·《춘추(春秋)》의 5경이 있다.

### 도가

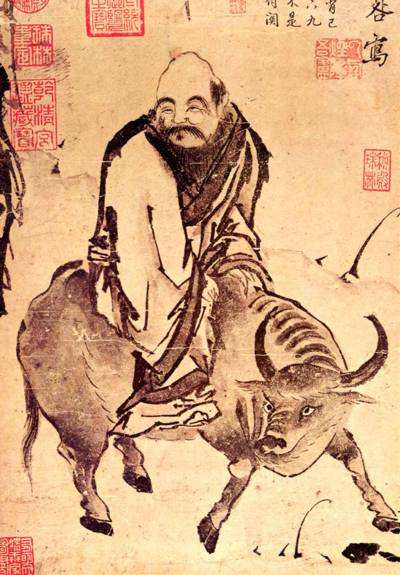
전설에 따르면 노자는 물소를 타고 주나라를 떠났다

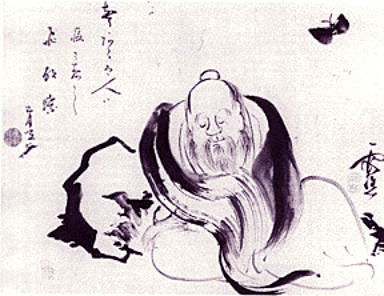
장자의 나비의 꿈

도가는 황로학(黃老學) 또는 노장학(老莊學)이라고도 한다. 시조인 노자(老子)는 무위자연(無爲自然)을 주장함으로써 유가의 예악(禮樂: 예법과 음악), 형정(刑政: 정치와 형벌, 정치와 행정)의 형식주의를 반대하고 어린 아이의 천진성으로 복귀하여 무위자연의 사회를 이룰 것을 주장했다.
노자의 이른바 도덕(道德)은 보통 말하는 도덕(Virtue)이 아니고, 유가의 이른바 인의(仁義)라는 도덕의 상위개념으로서 도(道, Tao)를 말하는 것이다. 따라서 노자의 도는 형이상학적 본체임과 동시에 인성론(人性論)의 중심이 되는 것이다.
뒤이어 전국시대에서는 장자(莊子)가 나와 도가철학의 인식론적 이론을 전개함으로써 만물제관(萬物齊觀) · 시비양행론(是非兩行論)을 주창하고 가치의 전환을 부르짖음으로써 평등 · 자유 · 무욕을 강조했다.
열자(列子)는 노자를 이어 형이상학적으로 기화(氣化)를 상세히 논하고, 허무청정(虛無淸淨) · 전성보전(全性保眞)을 주장함으로써 신비적 · 은둔주의적 철학 사상으로 기울어졌으며, 이 계통에 있는 양주(楊朱)는 위아설(爲我說)을 주장하여 이기쾌락주의(利己快樂主義)적인 독선에 빠졌다.
유가가 중국 고래의 전통적인 적극적인 면을 계승하여 형성된 것과 반대로 도가는 그 소극적인 면을 이어 무위자연의 사상체계를 이루었다고 볼 수 있다. 후세의 도교(道敎, Taoism)는 후한 때 노자를 천존(天尊)으로 받들어 조직한 종교이지만, 도가 자체는 종교가 아니다.

### 묵가
묵가는 묵자(墨子)를 시조로 하며, 겸애(兼愛)를 주장하여 유가의 형식주의와 계급제도를 타파하고, 하늘(天)이 만민을 겸애(兼愛: 박애의 뜻)하는 것과 같이 사람들도 서로 겸애해야 한다고 주장함으로써 사리사욕을 타파할 것을 주장하였으며, 절검(節儉)과 근로(勤勞)를 내세웠다.
묵가는 천귀사상(天鬼思想)을 중심으로 종교적 색채를 띠었으며, 또 삼표(三表)의 논리로써 경험을 중시하는 실증주의의 입장을 취한다. 이 경향은 후세 별묵(別墨)이라 불리며, 논리학파인 사공파(事功派)로 분파되었고, 사공파는 다시 전도파(傳道派) · 실행파(實行派) 및 기타로 나뉘었다. 실행파는 묵자의 역행주의(力行主義)를 이어 허행(許行) · 진상(陳相) 등의 철저한 무정부주의 · 사회주의 · 무위자연의 사상으로 흘렀다.

### 법가

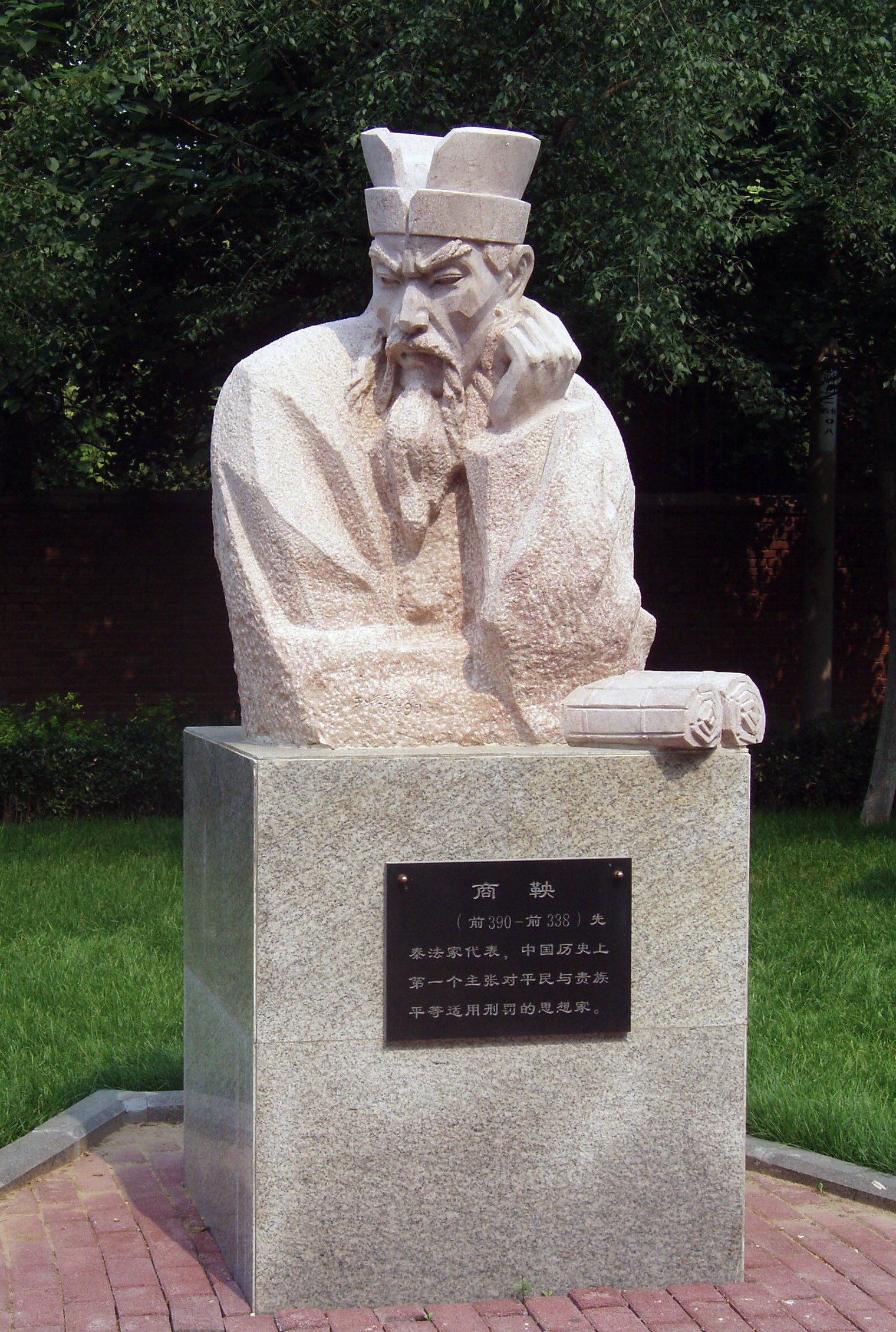
상앙(商鞅) 상

법가는 관자(管子)를 시조로 하는 학파로, 신불해(申不害)와 상앙(商鞅)을 거쳐 한비자(韓非子)에 이르러 집대성되었다. 법가는 정치철학을 세우고 그것을 실천함으로써 부국강병을 이루어 천하통일을 도모하려는 학파였다.
천하를 다스리는 원리에 대해, 법가는 엄격한 법치주의가 근본이라고 주장하였다. 법가는 천하를 다스리는 원리는 법(法)과 술(術)이라고 주장하였다. 법가에서 말하는 법은 군주가 정하는 규범을 뜻하며 술은 법을 행하는 수단을 뜻한다.
공자는 공리(功利)와 법치(法治)를 겸한 사상가이며 또 실행가였다. 신불해는 패도(覇道)의 술(術)에 밝고, 상앙은 패도의 법(法)에 뛰어났으며, 이 술과 법은 [한비자에 이르러 종합되어 형명법술(刑名法術)의 학으로 완성되었다. 한비자의 학은 유가 · 도가 · 법가의 사상을 종합으로써 이루어졌다.

### 명가
명가는 논리학파이며, 주요 사상가로는 등석(鄧析) · 혜시(惠施) · 공손룡 · 윤문(尹文) · 별묵(別墨) 등이 있다.
명가는 명(名)과 실(實), 즉 개념과 대상의 불일치를 교정하려는 데 목적을 두었다.
등석은 양가지설(兩可之說), 즉 이율배반율(二律背反律)과 무궁의 사(無窮之辭)로써 유명하며, 혜시는 변설(辯說)로써 만물평등을 주장했으며, 공손룡은 백마비마론(白馬非馬論)으로 유명하다.

## 같이 보기
- 중국 철학
- 유교
- 도교
- 한·당 시대의 사상
- 송·명 시대의 사상
- 성리학
- 양명학

## 참고 문헌
- 이 문서에는 다음커뮤니케이션(현 카카오)에서 GFDL 또는 CC-SA 라이선스로 배포한 글로벌 세계대백과사전의 "동양사상 > 동양의 사상 > 중국의 사상 > 제자백가의 사상 > 제자백가의 사상" 항목을 기초로 작성된 글이 포함되어 있습니다.
- 이 문서에는 다음커뮤니케이션(현 카카오)에서 GFDL 또는 CC-SA 라이선스로 배포한 글로벌 세계대백과사전의 "세계사 > 인류 문화의 시작 > 도시국가와 춘추전국시대 > 전국시대의 제자백가 > 전국시대의 제자백가 〔槪說〕" 항목을 기초로 작성된 글이 포함되어 있습니다.
- Renard, John (2002). 《101 Questions and answers on Confucianism, Daoism, and Shinto》. New York, NY: Paulist Press. ISBN 0-8091-4091-8.